# Doug Burden
William Douglas „Doug” Burden (ur. 29 lipca 1965 w Rutland) – amerykański wioślarz. Dwukrotny medalista olimpijski.
Brał udział w trzech igrzyskach olimpijskich (IO 88, IO 92, IO 92), na dwóch zdobywał medale. W 1988 zajął trzecie miejsce w prestiżowej ósemce, cztery lata później był drugi w czwórce bez sternika. W 1992 osadę tworzyli ponadto Jeffrey McLaughlin, Thomas Bohrer i Patrick Manning. W 1996 był piąty w ósemce. Zdobył dwa medale mistrzostw świata – w 1987 złoto w ósemce oraz brąz w 1986 w czwórce ze sternikiem.